# Serres-Gaston
Serres-Gaston ist eine französische Gemeinde mit 401 Einwohnern (Stand: 1. Januar 2022) im Département Landes in der Region Nouvelle-Aquitaine. Sie gehört zum Kanton Chalosse Tursan und zum Arrondissement Mont-de-Marsan. 
Sie grenzt im Nordwesten an Sainte-Colombe, im Nordosten an Coudures, im Osten an Aubagnan, im Süden an Samadet und im Südwesten an Hagetmau.

## Bevölkerungsentwicklung
| Jahr      | 1962 | 1968 | 1975 | 1982 | 1990 | 1999 | 2008 | 2017 |
| --------- | ---- | ---- | ---- | ---- | ---- | ---- | ---- | ---- |
| Einwohner | 353  | 319  | 316  | 320  | 328  | 340  | 357  | 394  |